# 好きやねん、大阪。/桜援歌(Oh!ENKA)/無限大
『好きやねん、大阪。/桜援歌 (Oh!ENKA)/無限大』（すきやねん おおさか/おうえんか/むげんだい）は、関ジャニ∞の3枚目のシングル。2005年9月14日にテイチクレコードから発売された。

## 概要
- 前作『大阪レイニーブルース』から約6か月ぶりのリリース。
- 自身初のトリプルA面シングルである。
- 本作は、無期限謹慎中の内博貴を除く、7人体制で初のシングルである。
  - なお、内は関ジャニ∞の謹慎が解かれることの無いまま脱退したため、本作以降、約13年間7人体制でのリリースとなる。
- CDは初回限定盤、通常盤の2形態で発売。
- 表題曲「好きやねん、大阪。」は、関ジャニ∞が出演するハウス食品『好きやねん』のCMソングである[5][6]。
  - 自身がテレビCMに出演するのは初である[6]。
- 表題曲「桜援歌 (Oh!ENKA)」は、NHK教育アニメ『忍たま乱太郎』の第13・14シリーズのエンディングテーマである[5][7]。
  - 1stアルバム『KJ1 F・T・O』では、同曲の「KJ1 mix」としてアレンジバージョンが収録されているため、本作収録バージョンは1stベストアルバム『8EST』にてアルバム初収録された。
- 表題曲「無限大」は、20世紀フォックス配給劇場アニメ『ロボッツ』の日本版応援ソングである[8][9]。
  - 上述の「桜援歌 (Oh!ENKA)」と同様に、1stアルバムでは、同曲のアレンジバージョンが収録されているため、本作収録バージョンは1stベストアルバムにてアルバム初収録された。
- 初回限定盤には、表題曲の「コント：三角公園ver.」を収録[10]。
- 通常盤には、表題曲「好きやねん、大阪。」の「コント：田中さんver.」を収録[10]。
  - 以降のアルバムに収録されている「好きやねん、大阪。」のコントは、全て「田中さんver.」である。
- 2024年1月1日、デビュー20周年を記念し、過去にリリースされた全楽曲が各種音楽ダウンロードサービス、サブスクリプションサービスで配信されることに伴い、表題曲「好きやねん、大阪。」と「桜援歌 (Oh!ENKA)」がベストアルバム『8EST』の収録曲、「無限大」が『8EST』およびアルバム『8BEAT』の収録曲[注 1]、同年1月24日には表題曲3曲がアルバム『KJ1 F・T・O』の収録曲[注 2]として配信開始され、同年1月31日には本作の全収録曲の配信も開始された[11][12][13]。
- 2025年1月1日、上述のサブスク解禁で配信されていなかった、本作の初回限定盤収録の「好きやねん、大阪。」のコント「三角公園ver.」の配信が開始された[14]。

### 各形態概要
| 特典内容                    | 形態                   |
| --------------------------- | ---------------------- |
| 「好きやねん」ステッカー    | 初回限定盤             |
| 20Pオールカラーブックレット | 初回限定盤             |
| 8Pブックレット              | 通常盤                 |
| 「忍たま乱太郎」ステッカー  | 通常盤（初回プレス分） |

## 販売形態
- 発売日：2005年9月14日
  - 初回限定盤（TECH-28：CD）
    - 「好きやねん」ステッカー
    - 20Pオールカラーブックレット

  - 通常盤（TECH-38：CD）
    - 8Pブックレット
    - 「忍たま乱太郎」ステッカー（※初回生産分のみ）
- 発売日：2015年7月1日
  - 通常盤：再発売（JACA-5522：CD）
    - 自身の所属レコード会社を『テイチクエンタテインメント』から『INFINITY RECORDS』へ移籍したため、INFINITY RECORDSより再発売。
- 発売日：2019年7月12日
  - 通常盤：十五催ハッピープライス盤（JSNC-1503：CD）
    - 自身の配信アプリ『関ジャニ∞アプリ』対応のため、15%オフでの再発売。
- 発売日：2024年1月31日
  - 配信作品
    - デビュー20周年を記念した音楽ダウンロードサービスおよびサブスクリプションサービスでの配信[11][12][13]。

## チャート成績
- オリコンチャート
  - 初週16.3万枚を売り上げ、2005年9月26日付の「オリコン週間 CDシングルランキング」で週間2位を獲得した[1]。
    - 本作で演歌シングルの初動売上最高記録を更新した[1]。
    - 演歌シングルが初動売上で10万枚を突破するのは本作が初である[1]。

  - 2005年9月度「オリコン月間 CDシングルランキング」で月間5位を獲得した[2]。
  - 2005年度「オリコン年間 CDシングルランキング」で年間36位を獲得した[3]。

## 収録曲

### 通常盤・配信
1. 好きやねん、大阪。 - [3:52]
作詞・作曲：イイジマケン
編曲：吉岡たく
  - ハウス食品『好きやねん』CMソング[5]
  - 収録コントは「田中さんver.」。
2. 桜援歌 (Oh!ENKA) - [3:55]
作詞：MASA
作曲・編曲：馬飼野康二
  - NHK教育アニメ『忍たま乱太郎』第13・14シリーズエンディングテーマ[5][7]
3. 無限大 - [4:27]
作詞：MASA
作曲・編曲：馬飼野康二
  - 20世紀フォックス配給劇場アニメ『ロボッツ』日本版応援ソング[8]
  - 錦戸亮脱退前に開催されたライブツアー『十五祭』の2019年9月3日東京ドーム公演にて、ダブルアンコールで本曲を披露。6人体制で最後に歌唱された楽曲となった。
4. 桜援歌 (Oh!ENKA) (オリジナル・カラオケ)
  - 通常盤のみ収録。

### 初回限定盤
1. 好きやねん、大阪。 - [3:52]
  - 収録コントは「三角公園ver.」。
  - 間奏に通常盤とは異なったコントが挿入されている[4]。
  - 同曲のみ単曲で2025年1月1日に配信開始された[14]。
2. 桜援歌 (Oh!ENKA)
3. 無限大
4. 好きやねん、大阪。 (オリジナル・カラオケ)

## 収録作品

### アルバム
好きやねん、大阪。
- 1stアルバム『KJ1 F・T・O』
- 1stベストアルバム『8EST』
- 2ndベストアルバム『GR8EST』（201∞限定盤 特典CD）

※メドレーの1曲として収録。

桜援歌 (Oh!ENKA)
- 1stアルバム『KJ1 F・T・O』

※アルバムバージョンを収録。
- 1stベストアルバム『8EST』
- コンピレーションアルバム『忍たま乱太郎 20th アニバーサリーアルバム オープニング&エンディング集』
- コンピレーションアルバム『忍たま乱太郎 30 years anniversary THE BEST SONGS』

無限大
- 1stアルバム『KJ1 F・T・O』

※アルバムバージョンを収録。
- 1stベストアルバム『8EST』
- 10thアルバム『8BEAT』（Eighter盤）

※5人の再録バージョンを収録。

### シングル
好きやねん、大阪。
- 24thシングル『涙の答え』（通常盤 初回プレス分）

※リミックス音源のメドレーの1曲として収録。

無限大
- 24thシングル『涙の答え』(通常盤 初回プレス分)

※リミックス音源のメドレーの1曲として収録。

### 映像作品

#### ライブ映像
好きやねん、大阪。
- 2ndライブDVD『Spirits!!』
- 舞台DVD『DREAM BOYS』
- 3rdライブDVD『Heat up!』
- 4thライブDVD『47』
- 5thライブDVD『TOUR 2∞9 PUZZLE』
- 6thライブDVD『COUNTDOWN LIVE 2009-2010 in 京セラドーム大阪』
- 7thライブDVD/Blu-ray『KANJANI∞ LIVE TOUR 2010→2011 8UPPERS』
- 12thライブDVD/Blu-ray『関ジャニズム LIVE TOUR 2014≫2015』
- 13thライブDVD/Blu-ray『関ジャニ∞リサイタル お前のハートをつかんだる!!』
- 42ndシングル『crystal』（期間限定-多謝台湾-盤 特典DVD）
- 19thライブDVD/Blu-ray『十五祭』
- 21stライブDVD/Blu-ray『KANJANI∞ STADIUM LIVE 18祭』

※初回限定盤Bの特典DVD/Blu-rayにも収録。

桜援歌 (Oh!ENKA)
- 2ndライブDVD『Spirits!!』
- 舞台DVD『DREAM BOYS』

無限大
- 2ndライブDVD『Spirits!!』
- 舞台DVD『DREAM BOYS』
- 3rdライブDVD『Heat up!』
- 4thライブDVD『47』
- 5thライブDVD『TOUR 2∞9 PUZZLE』
- 9thライブDVD/Blu-ray『KANJANI∞ LIVE TOUR!! 8EST 〜みんなの想いはどうなんだい?僕らの想いは無限大!!〜』
- 12thライブDVD/Blu-ray『関ジャニズム LIVE TOUR 2014≫2015』
- 13thライブDVD/Blu-ray『関ジャニ∞リサイタル お前のハートをつかんだる!!』
- 15thライブDVD/Blu-ray『関ジャニ∞リサイタル 真夏の俺らは罪なヤツ』
- 42ndシングル『crystal』（期間限定-多謝台湾-盤 特典DVD）
- 19thライブDVD/Blu-ray『十五祭』（初回限定盤 特典DVD）
- 44thシングル『Re:LIVE』（期間限定盤B 特典DVD）
- 20thライブDVD/Blu-ray『KANJANI'S Re:LIVE 8BEAT』（初回限定盤 特典DVD/Blu-ray）
- 24thライブBlu-ray/DVD『超DOME TOUR 二十祭』

#### ミュージック・ビデオ
好きやねん、大阪。
- 2ndライブDVD『Spirits!!』（初回プレス分 特典DVD）

## 発売記念イベント
『『好きやねん、大阪。/桜援歌 (Oh!ENKA)/無限大』大握手会』（すきやねん おおさか/おうえんか/むげんだい だいあくしゅかい）は、2005年9月17日・18日に開催された、本作のリリースを記念したイベント。

### 開催概要
- 2004年に開催された『『浪花いろは節』大握手会』以来約1年振り、通算2回目となる握手会イベント[15]。
- 2005年9月17日に東京・東京国際フォーラム、同年9月18日に大阪・大阪南港ATCで開催された[16]。
- 本イベント以降、2022年1月現在、握手会イベントは行われていない。